# Polymerurus nodifurca
Polymerurus nodifurca är en djurart som tillhör fylumet bukhårsdjur, och som först beskrevs av Marcolongo 1910.  Polymerurus nodifurca ingår i släktet Polymerurus och familjen Chaetonotidae. Inga underarter finns listade i Catalogue of Life.